# Закон про соціалізацію землі 1918
Закон про соціалізацію землі 1918 — закон, схвалений Всеросійським ЦВК 9 лютого (27 січня) 1918 і прийнятий без будь-яких змін Другим Всеукраїнським з'їздом рад 1918 19 березня, але під назвою «Тимчасові положення про соціалізацію землі». Проект закону був розроблений Народним комісаріатом земельних справ РСФРР нібито в розвиток Декрету про землю 1917. 3-й Всеросійський з'їзд рад робітничих, солдатських і селянських депутатів у січні 1918 затвердив 1-й розділ закону і взяв за основу інші його розділи. В дискусіях на з'їзді брали участь представники 25 повітів України.
Термін "соціалізація землі" розробники проекту запозичили з політичного лексикону Партії соціалістів-революціонерів, де він використовувався на означення процесу передачі всієї землі без викупу в розпорядження органів самоуправління для наступного зрівняльного поділу її за трудовою та споживчою нормами між селянами, котрі не використовували найману працю. При цьому приватна власність на землю не ліквідовувалася. Запозичивши цей термін, більшовики, однак, перекроїли його зміст. Оскільки органів самоуправління як таких не існувало, то земля мала переходити в розпорядження державних органів. В.Ленін змушений був визнати, що замість соціалізації вийшла націоналізація землі, ідентична за змістом націоналізації "командних висот" економіки. Націоналізація перетворювала основний у сільському господарстві засіб виробництва – землю – на власність держави. Для селянства в цьому таїлася небезпека, адже держава разом із власністю на всі землі країни отримувала потужний інструмент блокування дії ринкових законів у народному господарстві.
У Декреті про землю 1917 вказувалося цілком ясно, що вибір форм користування землею повинен бути вільним: як вирішать в окремих селах – таким і мало там бути землекористування: подвірним, хутірським, общинним чи артільним. У законі про соціалізацію землі цю ключову тезу оповили мовчанкою. Зазначалося тільки, що держава надаватиме перевагу "трудовому, комуністичному, артільному і кооперативному господарствам над одноосібним". Як засвідчили наступні кроки радянських властей, хоча всюди й наголошувалося, що влада є робітничо-селянська, насправді вона була далекою від інтересів селян. Дальша еволюція аграрно-селянської політики РКП(б) ознаменувалася прийняттям нового земельного декрету (див. "Про соціалістичний землеустрій і про заходи переходу до соціалістичного землеробства" декрет 1919).